# Bundee Aki
Fua Leiofi Aki, detto Bundee (Auckland, 7 aprile 1990), è un rugbista a 15 neozelandese internazionale per l'Irlanda, dal 2014 tre quarti centro del Connacht.

## Biografia
Nativo di Auckland, dopo la scuola si impiegò in banca (lavorava come cassiere alla Westpac, grande banca australiana) e prese un anno di aspettativa per giocare da professionista nella provincia di Counties Manukau; i risultati nel rugby furono soddisfacenti e dalla formazione provinciale passò al contratto con la franchise degli Chiefs con i quali debuttò nel Super Rugby 2013 che si concluse con la vittoria del titolo.
Ad aprile 2014, con la stagione successiva di Super Rugby ancora in corso, Aki firmò un contratto triennale in Europa con la franchise irlandese del Connacht a partire dalla stagione di Pro12 2014-15.
Due anni più tardi Aki fu tra i principali contributori alla vittoria di Connacht del primo Pro12 della sua storia, tanto da guadagnarsi il titolo individuale di miglior giocatore della stagione di torneo.
A novembre 2017, divenuto idoneo un mese prima a rappresentare l'Irlanda per motivi di residenza, esordì contro il Sudafrica a Dublino; il 3 febbraio 2018 ha debuttato nel suo primo Sei Nazioni in casa della Francia.

## Palmarès
- Super Rugby: 1
Chiefs: 2013
- Pro12: 1
Connacht: 2015-16